# William L. Petersen
William L. Petersen (født 21. februar 1953 i Evanston Illinois i USA) er en amerikansk skuespiller, der nok er mest kendt for sin rolle som, den insektelskende efterforsker Gil Grissom i den amerikanske tv-serie CSI: Crime Scene Investigation og i rollen som Pat Garrett i westernfilmen Young Guns II fra 1990.

## Film og TV-serier
- 2000 – 2007 CSI: Crime Scene Investigation – Gil Grissom
- 2000 The Contender – Gov. Jack Hathaway
- 2000 The Skulls – Ames Levritt
- 1999 Kiss the Sky – Jeff
- 1998 The Rat Pack – John F. Kennedy
- 1997 12 Angry Men – Juriemedlem #12
- 1996 The Beast – Whip Dalton
- 1996 Fear – Steve Walker
- 1995 In the Kingdom of the Blind, the Man With One Eye Is King- Tony C.
- 1993 Return to Lonesome Dove
- 1990 Young Guns II – Pat Garrett
- 1987 Long Gone
- 1987 Amazing Grace and Chuck
- 1976 Manhunter – Will Graham
- 1985 To Live and Die in L.A. – Richard Chance
- 1981 Thief – (medvirkende William L. Peterson)